# Oldenlandia hedyotidea
Oldenlandia hedyotidea là một loài thực vật có hoa trong họ Thiến thảo. Loài này được (DC.) Hand.-Mazz. mô tả khoa học đầu tiên năm 1936.